# George Townshend, 3:e markis Townshend
George Ferrars Townshend, 3:e markis Townshend, född den 13 december 1778, död den 31 december 1855, känd som Lord Ferrers av Chartley från 1782 till 1807 och som Earl av Leicester från 1807 till 1811, var en brittisk peer.
Townshend var äldste son till George Townshend, 2:e markis Townshend och Charlotte Ellerker. Hans far upphöjdes till earl av Leicester 1782 och ärvde markisatet 1807. Lord Leicester gifte sig med Sarah Dunn Gardner 1807. De hade inga barn och Sarah övergav honom efter endast ett år. 
Äktenskapet upplöstes aldrig, men hon erkände äktenskapsbrott och tvegifte. Hon gifte sig enligt uppgift 1809 i Gretna Green med bryggaren John Margett. Hennes barn förklarades illegitima genom en parlamentsakt 1842. Äldste sonen John, som tidigare kallat sig Earl av Leicester, var då ledamot av parlamentet. 
Lord Townshend, som han kallades efter faderns död 1811, utbildades vid Eton och Trinity College, Cambridge. Han gjordes arvlös av sin far och levde mestadels utanför Storbritannien. Townshend dog i Genua vid 77 års ålder. Titeln earl av Leicester föll ur bruk inom familjen Townshend (men hade redan förlänats till Thomas Coke). Som markis efterträddes han av sin kusin John Townshend.